# Reliable Replacement Warhead
Reliable Replacement Warhead (RRW) (Wiarygodna Głowica Nowej Generacji) – amerykański program budowy nowych głowic balistycznych z ładunkiem termojądrowym bez przeprowadzania próbnych wybuchów jądrowych. Nowe głowice opracowane wyłącznie przy wykorzystaniu modelowania komputerowego, zastąpić mają aktualnie stosowane w amerykańskich pociskach balistycznych głowice MIRV. Program RRW jest częścią większego programu Complex 2030, którego celem jest zmniejszenie post-zimnowojennych zapasów broni jądrowej w maksymalnie możliwym stopniu, do poziomu który zapewni jednocześnie zdolność Stanów Zjednoczonych do nuklearnej odpowiedzi na każdy atak jądrowy. Docelowo, program doprowadzić ma do ustalenia zapasów amerykańskich głowic jądrowych na poziomie ok. 2000 sztuk, co stanowi jedną piątą arsenału z okresu zimnej wojny.

## Tło techniczne i polityczne
Większość z posiadanych aktualnie przez Stany Zjednoczone głowic nuklearnych została wyprodukowana w latach siedemdziesiątych i osiemdziesiątych XX wieku, jest też używana dłużej niż było to zaplanowane. Celem zniwelowania negatywnych skutków tej sytuacji dla technicznej sprawności głowic, uruchomiono Life Extension Program (LEP) będący częścią większego programu Stockpile Stewardship Program (SSP). Celem tego programu jest wymiana elementów głowic, co ma zapewnić utrzymanie ich we właściwym stanie technicznym oraz zachowanie ich wiarygodności. Wymiana tych elementów i niezbędne modyfikacje wymagają jednak przeprowadzenia prób i testów nuklearnych, na które w 1992 roku Stany Zjednoczone ogłosiły moratorium. Wobec niechęci Administracji i Kongresu USA do wznowienia prób, LEP dokonuje niezbędnych modyfikacji technicznych posiadanych głowic według możliwie zbliżonych do oryginału specyfikacji, a Departamenty Obrony i Energii dokonują certyfikacji posiadanych zapasów głowic jądrowych, bez przeprowadzania testów nuklearnych.
Równolegle do prac w ramach LEP, National Nuclear Security Administration (NNSA), administrująca posiadanymi przez USA zapasami jądrowymi z ramienia Departamentu Energii, rozpoczęła program konstrukcji nowej głowicy Reliable Replacement Warhead dla USAF. W programie tym – z odrębnym budżetem – uczestniczy również Marynarka Wojenna USA (US Navy), która również stoi przed problemem wiarygodności znajdujących się w jej dyspozycji głowic jądrowych. Celem programu RRW jest zaprojektowanie całkowicie nowej głowicy jądrowej, bez przeprowadzania testów nuklearnych – co było warunkiem sine qua non przyznania  przez Kongres Stanów Zjednoczonych środków finansowych dla NNSA i US Navy na program RRW. Program ten napotyka jednak na pewien opór części Kongresu, zdaniem jego przeciwników w Kongresie bowiem, nie istnieje aktualnie wojskowa potrzeba wprowadzania do arsenału jądrowego nowego modelu głowicy. Zwolennicy RRW argumentują natomiast, iż nowa głowica zapewni wiarygodność amerykańskich środków odstraszania nuklearnego na znacznie dłuższy czas niż prace w ramach Life Extension Program, a biorąc pod uwagę fakt iż prędzej czy później nowa głowica i tak będzie musiała zostać opracowana, RRW okaże się ostatecznie rozwiązaniem tańszym.